# 約翰·雅各布·阿斯特四世
約翰·雅各布·阿斯特四世（英語：John Jacob "Jack" Astor IV；1864年7月13日—1912年4月15日），德裔美國商人、投资者，阿斯特家族成員，美國富豪之一。1912年4月15日凌晨，他在鐵達尼號沉沒事故中死亡。他是鐵達尼號上最富有的乘客，是當時世界上最富有的人之一，他在去世時擁有近8700萬美元的淨資產（幣值相當於2017年的22.1億美元）。

## 早年生活・教育・家庭
1864年7月13日，約翰·雅各布·阿斯特四世出生於美國紐約萊茵貝克。父親是商人兼收藏家小威廉·巴克豪斯·阿斯特，母親是社交名流阿斯特夫人，他是五個孩子中最小的一個，也是唯一的兒子，他的四個姐姐是埃米莉·阿斯特（Emily Astor，1854年-1881年）、海倫·舍默霍恩·阿斯特（Helen Schermerhorn Astor，1855年-1893年）、夏洛特·奧古斯塔·阿斯特（Charlotte Augusta Astor，1858年-1920年）和卡丽·阿斯特·威尔逊（1861年-1948年）。他是毛皮商人約翰·雅各布·阿斯特的曾孫，他累積的財富使阿斯特家族成為美國最富有的家族之一。他的祖父老威廉·巴克豪斯·阿斯特是一位傑出的房地產商人。阿斯特家族也與利文斯頓家族、小約翰·阿姆斯特朗、亚伯拉罕·舍默霍恩、羅斯福家族、小理查德·桑頓·威爾遜等政商名流有血緣或姻親關係。他曾在聖保羅學校及哈佛學院就讀。他的綽號叫「傑克」。

## 事業

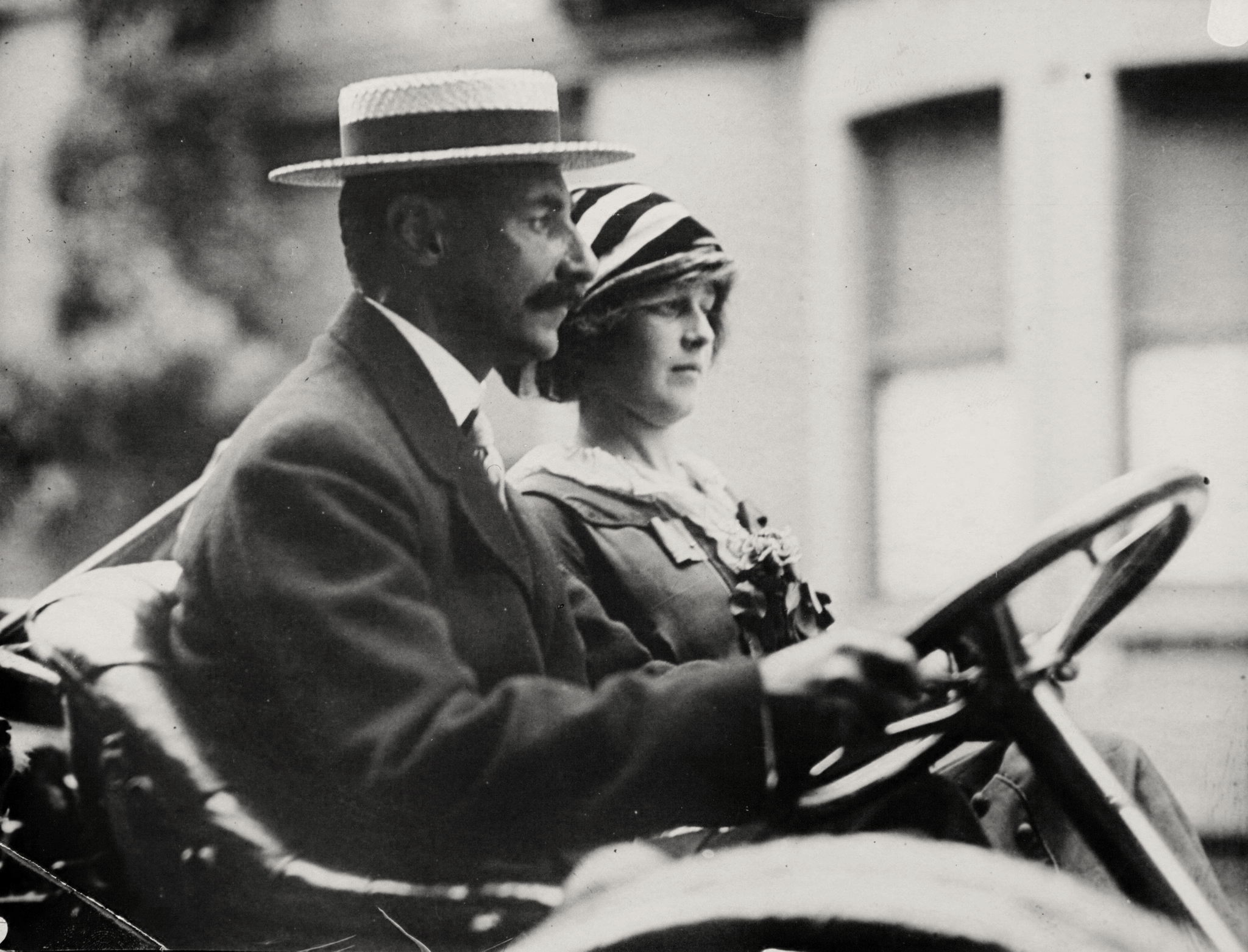
阿斯特與他的第二任妻子瑪德琳·阿斯特。

他的成就之一是1894年創作的科幻小說《異世界之旅》，關於土星和木星上的未來生活。他還獲得了多項發明專利，包括1898年的腳踏車煞車、從泥炭沼氣中產生氣體的「振動粉碎機」、氣動道路清掃機，還協助開發了渦輪發動機。他在房地產業賺了數百萬美元。1897年，他在紐約市建造了「世界上最豪華的酒店」阿斯多里亞酒店，毗鄰表兄弟和競爭對手威廉·沃尔多夫·阿斯特所擁有的華爾道夫酒店。這兩間酒店後來合併為華道夫-阿斯多里亞酒店，也是他死於船難後，美國參議院鐵達尼號沉沒調查的會議所在地。

## 搭乘鐵達尼號

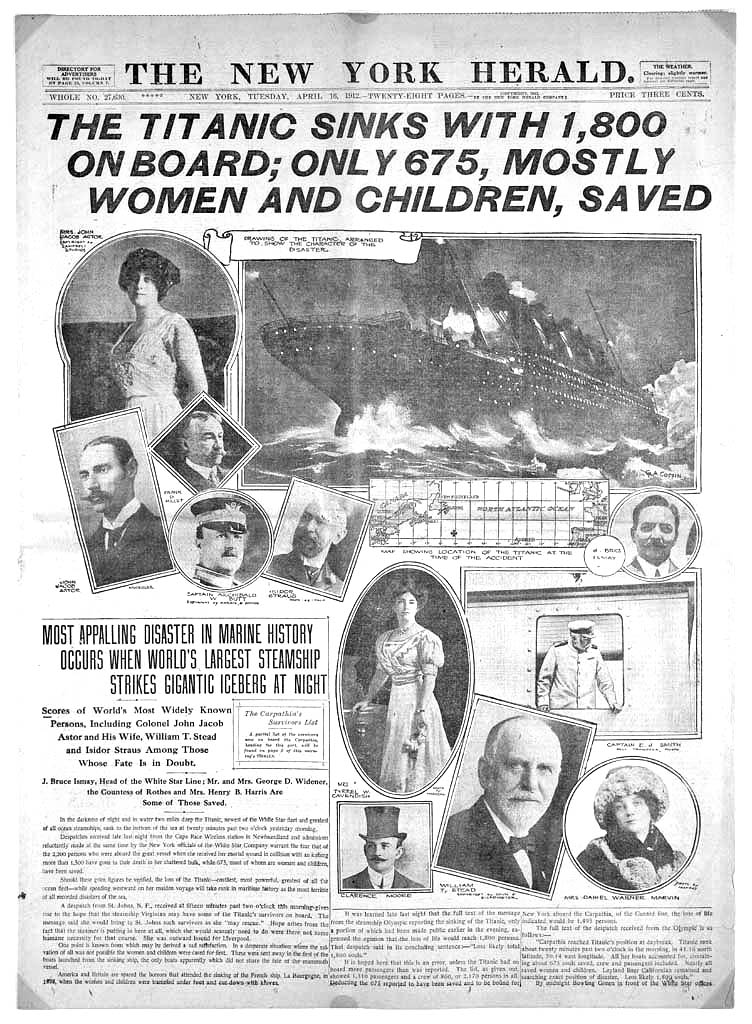
1912年4月15日的《紐約先驅報》頭版，大多數報導都將約翰·雅各布·阿斯特四世的死訊列為頭條新聞。

約翰·雅各布·阿斯特四世與第二任妻子瑪德琳·阿斯特在歐洲和埃及度過了漫長的蜜月，瑪德琳在旅行中懷孕，她想要孩子在美國出生。1912年4月10日，夫妻在法國瑟堡登上了鐵達尼號。他們是船上最富有的乘客，同行的還有男僕維克托·羅賓斯（Victor Robbins）、女僕羅莎莉·比杜瓦（Rosalie Bidois）、護士卡罗琳·路易丝·恩德雷斯（Caroline Louise Endres），以及一隻寵物犬姬蒂（Kitty），牠在埃及曾一度失踪，後來與主人死於船難。4月14日晚間，在鐵達尼號撞上冰山後不久，阿斯特告訴他的妻子船隻發生碰撞，但損害似乎並不嚴重。過了一段時間，救生艇正在搭載頭等艙乘客時，阿斯特帶著他的家人仍在健身房使用運動器械。他用鋼筆刀割開救生衣，向妻子展示其內襯，要她保持安心。他甚至宣稱：「我們在這裡比在那條小船上更安全」。
後來當二副查爾斯·萊托勒已經在降下4號救生艇，阿斯特幫助他的妻子、女僕和護士登上去。然後他詢問二副查爾斯·萊托勒能不能讓他陪著妻子，但是遭到對方拒絕：「這艘船的女人都上船後，才輪到男人」。根據生還乘客阿奇博·格雷西四世的說法，「她從窗戶上被舉起來，她的丈夫在另一邊幫助她，當她登上小艇時，她的丈夫在窗戶一側，我在另一邊的窗口，我聽到阿斯特先生問二副是否允許他乘坐這艘船來保護他的妻子，他說：『不，先生，這艘船或任何一艘船都不允許男人上去，直到女士們都離開』。然後阿斯特先生說，『好吧，告訴我這艘船的號碼是多少，以便我可以在之後找到她』，二副回答『4號』」。根據《芝加哥紀錄先驅報》的報導，阿斯特將他的妻子放到最後的救生艇上，然後要求艾達·索菲亞·希帕奇（Ida Sophia Hippach）和她17歲的女兒去坐救生艇上最後兩個位置。
在1時55分降下4號救生艇之後，據說阿斯特獨自站著，其他人試圖解開剩餘的折疊救生艇；最後有人見到他在右舷側站著，與美國作家賈克·福翠爾一起抽著煙。僅僅半小時後，鐵達尼號就消失在海洋之下。生還者菲利普·莫克（Philip Mock）表示，他看到水中的阿斯特與英國記者威廉·托马斯·斯蒂德死在一起。「他們的腳凍結了」，莫克說，「他們不得不放手，兩人都淹死了」。瑪德琳·阿斯特、女僕、護士最終都獲救了。之後，白星航運派出船隻到沉沒地點取回屍體，在沉沒中喪生的1,514名乘客和船員中，只有尋獲337具屍體。1912年4月22日，海底電纜維修船麥凱-貝內特號找到阿斯特的屍體。船員從夾克標籤上的字母縮寫識別出屍體身分，在他身上發現的物品是黃金懷錶，後來交給他的兒子文森特·阿斯特。

第124號 – 男性 – 估計年齡50歲 – 淺色頭髮和鬍子
服裝 – 藍色西裝外套；有「A.V.」標籤的藍色手帕；帶有黃金扣環的腰帶；紅色橡膠鞋底的棕色靴子；棕色法蘭絨襯衫；領子後面有「J.J.A.」標籤。
物品 – 金錶；袖扣；帶鑽石的黃金；有三塊石頭的鑽石戒指；225英鎊的票據；2,440美元的票據；50法郎的票據；金幣5英鎊；銀幣7先令；金筆；錢袋。
頭等艙姓名 – 約翰·雅各布·阿斯特四世

阿斯特的遺體埋葬在曼哈顿三一教堂墓園。鐵達尼號沉沒四個月後，瑪德琳·阿斯特生下他的次子約翰·雅各布·阿斯特六世。

## 文化描寫
阿斯特的名聲使他成為鐵達尼號電影中的常客。德國演員卡尔·舍恩伯克在1943年納粹宣傳片《鐵達尼號》中扮演阿斯特。威廉·约翰斯通在1953年的電影《鐵達尼號》中飾演阿斯特，1997年的《鐵達尼號》則由埃里克·布雷登飾演。在1996年的迷你劇《鐵達尼號》中，他由史考特·海蘭茲扮演。戴维·詹森在1979年電視劇《鐵達尼號遇難記》中飾演阿斯特。2012年電視劇《鐵達尼號》由迈尔斯·理查德森飾演阿斯特。2012年4月，他的曾孫格雷戈里·托德·阿斯特（Gregory Todd Astor）在《鐵達尼號》音樂劇中飾演他。

## 外部連結
- 約翰·雅各布·阿斯特四世的作品  - 古騰堡計劃
- 互联网档案馆中約翰·雅各布·阿斯特四世的作品或与之相关的作品
- 來自約翰·雅各布·阿斯特四世的LibriVox公共領域有聲讀物
- 在Find a Grave上的約翰·雅各布·阿斯特四世
- 维基文库中的相關文獻：
  - . . 1900. An article on his uncle in which he is mentioned.
  - . . 1905.
  - . . 1920.
  - . . 1921.
- Funeral of Col. Astor （页面存档备份，存于） at news.hrvh.org